# Двигатель внешнего сгорания
Дви́гатели вне́шнего сгора́ния — класс тепловых двигателей, где источник тепла или процесс сгорания топлива отделены от рабочего тела. При этом рабочее тело, циркулирующее в двигателе, нагревается вне двигателя и за счёт этого совершает работу. Рабочим телом может служить вода и водяной пар (паровые машины, или же тепловые и атомные электростанции, которые так или иначе работают по принципу теплового двигателя, и отличаются способом подвода теплоты к рабочему телу и параметрами пара), либо благородные газы (двигатель Стирлинга). Выбор таких веществ обусловлен дешевизной, достаточной теплоёмкостью паровой фазы (вода), либо низкой химической агрессивностью и высоким коэффициентом степени в уравнении состояния газа (1,66 для одноатомных газов). Несмотря на высокий КПД ртутнопаровых турбин, их применение в энергетике ограничено ввиду химической токсичности ртути.
Двигатели внешнего сгорания имеют широчайшее применение в производстве электроэнергии (паровыми турбинами оборудованы как тепловые, так и атомные станции), а также в случае утилизации теплоты (двигатели Стирлинга). В области транспорта их применение в последний век значительно сократилось: с улиц исчезли паромобили, оставшиеся паровозы применяются в основном на железных дорогах в странах третьего мира.
Став исторически первыми транспортными и промышленными тепловыми двигателями, двигатели внешнего сгорания сделали возможной промышленную революцию. Появившиеся в большом количестве в XIX веке паровозы и пароходы совершенно изменили мировой транспорт, а добыча угля для снабжения их топливом увеличила объёмы работ горнодобывающей промышленности.
Поскольку две трети электроэнергии в мире вырабатывается на тепловых станциях в основном с помощью паровых турбин, а выработка тепла на АЭС также осуществляется с их помощью, двигатели внешнего сгорания ещё долго будут оставаться первыми по установленной мощности в мировой энергетике.

## Паровая машина
Изобретённая в XVII веке французским физиком Папеном, она представляла собой цилиндр с поршнем, который поднимался под действием пара, а опускался под давлением атмосферы после сгущения отработавшего пара. На этом же принципе работала изобретённая в 1698 году паровая машина Севери для выкачивания воды из копей (не имевшая поршня). Несколько позже, в 1705 году, Томас Ньюкомен совместно со стекольщиком-лудильщиком Джоном Колли, тоже из Дартмута, построили паровую пароатмосферную машину, отличавшуюся от машины Севери наличием цилиндра с поршнем, и тем, что сгущение (конденсация) пара производилось обливанием цилиндра снаружи водой. Значительно усовершенствовал такую машину Джеймс Уатт в 1769 году (золотники вместо ручного переключения, двойное действие, кривошип). Дальнейшее значительное усовершенствование парового двигателя (применение на рабочем ходу пара высокого давления вместо вакуума) было сделано американцем Оливером Эвансом в 1786 году и англичанином Ричардом Тревитиком в 1800 году. Удельная мощность таких машин возросла настолько, что позволила устанавливать такие двигатели на транспорте. Так появилась железная дорога. Кроме применения в наземном транспорте, были попытки установить паровую машину на самолёт - проект Можайского).
Первая паровая машина в России была пущена в ход в 1766 году (проект крепостного Ивана Ползунова). Машина Ползунова имела два цилиндра с поршнями, работала непрерывно, и все действия в ней проходили автоматически.. В 1769 году французом Николасом-Йозеф Кюньо была построена первая паровая телега, а в 1788 году Джон Фитч построил пароход. Во всех машинах сгорание осуществлялось в топке, так что все они являлись двигателями внешнего сгорания. Однако, в настоящее время поршневые паровые машины применяются весьма редко.

## Паровая турбина
Была впервые построена Героном в I веке нашей эры; однако в таком виде являлась скорее курьёзом. Развитию паровых турбин препятствовало отсутствие надёжных подшипников, которые могли бы выдерживать высокие скорости вращения, а отдача турбин на малых оборотах и их эффективность (КПД) резко падал, из-за чего они не получили применения. Первую промышленную турбину, имевшую частоту вращения 30 000 об/мин, разработал Густаф де Лаваль. Из-за огромной скорости вращения, она имела редуктор, в несколько раз превосходивший её по размеру. Позже было отмечено, что при росте мощности (и размера колеса) расчётная скорость вращения турбины падает, так что применение её в агрегатах высокой мощности упрощается. Такие турбозубчатые агрегаты получили широкое распространение, сменив паровые машины на военных кораблях (из-за меньшей массы). Но однако, низкий КПД на частичных мощностях долго препятствовал их установке на транспортных судах (приходилось применять изощрённые схемы с турбинами разной мощности для различной скорости хода). Тем не менее, улучшенная турбина Парсонса и теперь массово применяется в генерации электроэнергии на ТЭЦ и АЭС. При работе в узком диапазоне оборотов она может иметь достаточно высокий КПД, а при использовании в первой ступени газовых турбин — превзойти в суммарном КПД даже поршневой ДВС. Паровые турбины значительно легче поршневых паровых машин.

## Двигатель Стирлинга
Изобретён в 1816 году 26-летним бедным шотландским священником Стирлингом, руководимым богоугодными соображениями (снижение травматизма из-за меньшего давления). При материалах и технологиях того времени не мог быть эффективно реализован (уступал в мощности), и до XX века применялся мало. В настоящее время применяется для утилизации тепла; устанавливается на новейших подводных лодках и космических кораблях. Двигатель Стирлинга в настоящее время успешно применяется для когенерации при малых мощностях (до 100 кВт), такому применению способствуют высокие экономические и экологические качества. Однако такие двигатели довольно дороги. КПД двигателя Стирлинга самый высокий из всех двигателей внешнего сгорания.

## Применение двигателей внешнего сгорания
Смотря по требованиям к разрабатываемому устройству, могут применяться разные виды двигателей. Важными критериями выбора являются: тип потребляемого топлива, допустимая удельная мощность (на транспорте требуются двигатели с достаточно высокой удельной мощностью), коэффициент полезного действия, в том числе на частичных нагрузках, необходимость в трансмиссии (так, паровые поршневые машины обычно не нуждались в ней), стоимость.

## Преимущества и недостатки двигателей внешнего сгорания
Преимуществом всей линейки двигателей внешнего сгорания является возможность теоретически использовать любое топливо или теплоту, полученную любым путём (солнечные рефлекторы, ядерные реакторы, тепло распада изотопов). Однако, смотря по конструкции конкретного мотора, этот выбор более-менее ограничен. К тому же во многих случаях использование более доступного топлива из-за его особенностей снижает КПД и/или увеличивает необходимость в персонале.
Например, пароходы и паровозы, работавшие на угле, требовали для его загрузки кочегара или кочегаров, и на больших кораблях их команды с учётом свободных смен доходили до нескольких сотен человек. А из-за трудностей точного дозирования и неоднородности сгорания, КПД котлов на угле всегда уступал нефтяным, не требовавшим к тому же кочегаров.
Недостатками таких двигателей является сравнительная сложность и повышенный вес (эти факторы значительно уменьшаются для самых форсированных водотрубных котлов, работающих на жидком топливе, но такие двигатели, в свою очередь, уступают в экономичности дизелям), вызываемые необходимостью теплопередачи из камеры сгорания к рабочему телу. В случае достаточно ёмких котлов, такие двигатели требуют времени для разведения пара, либо поддержания рабочей температуры и давления с затратами на уголь. Паровые машины и турбины, использующие водяной пар, чувствительны к морозу, и требуют теплоизоляции ёмкостей с водой, заправочных трубопроводов и баков на станциях, и почти всегда имеют меньший КПД, чем классические ДВС.